# Valborg Lindahl
Valborg Lindahl war eine schwedische Eiskunstläuferin, die im Einzellauf und im Paarlauf startete.
An der Seite von Nils Rosenius gewann sie bei der Weltmeisterschaft 1909 im heimischen Stockholm die Silbermedaille im Paarlauf hinter den Briten Phyllis Johnson und James H. Johnson und vor ihren schwedischen Landsleuten Gertrud Ström und Richard Johansson. Im gleichen Jahr wurde Lindahl schwedische Meisterin im Einzellauf.

## Ergebnisse

### Paarlauf
(mit Nils Rosenius)
| Wettbewerb / Jahr           | 1909 |
| --------------------------- | ---- |
| Weltmeisterschaften         | 2.   |
| Schwedische Meisterschaften | 1.*  |

* im Einzellauf
| Personendaten    | Personendaten                |
| ---------------- | ---------------------------- |
| NAME             | Lindahl, Valborg             |
| KURZBESCHREIBUNG | schwedische Eiskunstläuferin |
| GEBURTSDATUM     | 19. Jahrhundert              |
| STERBEDATUM      | 20. Jahrhundert              |